# Сатиендра Нат Бозе
Сатиендра Нат Бозе (на бенгалски: সত্যেন্দ্র নাথ বসু, IPA: ʃɔt̪ˈjeːnd̪ro naːt̪ʰ bɔʃu, произношение на бенгалски: sətˈjeːndrə naːtʰ boːs) е индийски физик от щата Западна Бенгалия, работил в областта на математичната физика.
Остава в историята на физиката с трудовете си в областта на квантовата механика и статистическата физика, по-специално Статистиката на Бозе-Айнщайн и теорията на Кондензацията на Бозе-Айнщайн. Частиците, които се подчиняват на статистиката на Бозе-Айнщайн, се наричат бозони (в негова чест).
Макар и немалко Нобелови награди по физика да са били давани за изследвания на бозоните и техните свойства, статистиката на Бозе-Айнщайн и Кондензацията на Бозе-Айнщайн (като последната е от 2001), които продължават работата на Бозе, самият Бозе не получава наградата.

## Биография
Бозе е роден в Калкута, Индия. Най-голямото от седем деца в семейството. Баща му, Сурендранат Бозе, е работил в Инженерния отдел на Източната Индийска железница.
Бозе завършва Калкутския университет като първенец на випуска. Сред преподавателите, които му оказват силно влияние там, са Джагадиш Чандра Бозе и Прафула Чандра Рой. От 1916 до 1921 е лектор по физика в Калкутския университет. През 1921 г. започва работа в току-що основания Университет на Дака (днес в Бангладеш), отново като лектор.
През 1924 г. Бозе пише статия, в която извежда Закона на Планк за излъчването на абсолютно черното тяло без никакви хипотези от класическата физика. След като получава отказ за публикуване на трудовете му, той ги изпраща на Айнщайн в Германия. Айнщайн оценява важността на трудовете на Бозе, превежда ги на немски, и ги изпраща от името на Бозе в престижното за времето си списание Zeitschrift für Physik. Бозе получава признание и възможността да прекара две години в Европа, където работи с учени като Луи дьо Бройл, Мария Кюри и Алберт Айнщайн.
Бозе се завръща в Дака през 1926 г. Там става професор и ръководител на Физическия департамент на Университета на Дака, където продължава и преподавателската си дейност. Работи там до 1945 г., когато се завръща в Калкута, където преподава до 1956 г., когато се пенсионира и получава званието Почетен професор (Professor emeritus).

## Кондензация на Бозе-Айнщайн
Докато изследва теоретично фотоелектричния ефект и ултравиолетовата катастрофа, Бозе забелязва, че привидна грешка при изброяването на състоянията на частиците води по съвпадение с експериментално получените данни за спектъра на абсолютно черното тяло.
„Грешката“ се състояла в това частиците да се приемат като неразличими една от друга. По аналогия с монетите, това означава състоянието, в което две хвърлени монети показват {ези, тура} да не се различава от състоянието {тура, ези}. Този резултат отговарял на експерименталните данни и Бозе си дал сметка, че това може би въобще не е грешка. Това, обаче, означавало статистиката на Максуел-Болцман да не е вярна за микрочастиците, където флуктуациите, дължащи се на Неравенството на Хайзенберг, няма да са пренебрежими. Предложеното от него „броене“ на частиците се състояло в това всички частици, намиращи се в даден обем h³ във фазовото пространство, да се считат за неразличими една от друга.
Научните списания отказали да публикуват работата на Бозе. За тях това била проста грешка. Бозе обаче пише до Айнщайн, който оценява работата му. Трудовете на Бозе биват оценени от научната общност едва след като през 1924 г. Айнщайн изпраща преведената на немски статия на Бозе, както и своя статия в нейна подкрепа в Zeitschrift für Physik, искайки двата труда да бъдат публикувани заедно. По-рано, Бозе е превел трудовете на Айнщайн от немски на английски.
Причината, по която „грешката“ на Бозе дава верния отговор, е, че фотоните са частици, неразличими една от друга, т.е. не е възможно на два фотона с еднакви енергии да бъдат разглеждани поотделно. Този похват е в основата на Статистиката на Бозе-Айнщайн.
Айнщайн не само възприема идеята, но я прилага към атомите. Това води до теоретичното предвиждане за съществувавено на нова форма на материята, Кондензация на Бозе-Айнщайн, чието съществуване е експериментално доказано през 1995 г.

## По-късни трудове
След като трудовете му били добре приети от научната общност, през 1924 г. Бозе заминава за Европа. Той прекарва една година във Франция, където работи с Мария Кюри и се среща с други известни учени. Прекарва следващата година с Айнщайн в Берлин. При завръщането си в Дака през 1926 получава професорска титла. Той нямал докторска степен и не е отговарял на изискванията за поста, но имал препоръка от Айнщайн. По-късните му интереси варирали от рентгенова кристалография до Единна теория на полето. Съвместно с Мег Над Саха публикуват уравнение на състоянието за реални газове.
Освен физика, в научните му интереси влизат и занимания по биохимия и литература. Изучавал също така химия, геология, зоология, антропология, инженерни и други науки. Превеждал много научни трудове на бенгалски.
През 1944 г. Бозе е избран за президент на Индийския научен конгрес. През 1958 г. става член на Британското кралско научно дружество.
|  | Тази страница частично или изцяло представлява превод на страницата Satyendra Nath Bose в Уикипедия на английски. Оригиналният текст, както и този превод, са защитени от Лиценза „Криейтив Комънс – Признание – Споделяне на споделеното“, а за съдържание, създадено преди юни 2009 година – от Лиценза за свободна документация на ГНУ. Прегледайте историята на редакциите на оригиналната страница, както и на преводната страница, за да видите списъка на съавторите. ВАЖНО: Този шаблон се отнася единствено до авторските права върху съдържанието на статията. Добавянето му не отменя изискването да се посочват конкретни източници на твърденията, които да бъдат благонадеждни. |